# 101P/Tchernykh
La comète Chernykh, officiellement 101P/Chernykh, est une comète périodique du système solaire, découverte le 19 août 1977 par Nikolaï Tchernykh à l'observatoire d'astrophysique de Crimée.
En 1992, on observa la rupture de 101P/Tchernykh. Le Jet Propulsion Laboratory conclut que la comète se brisa en avril 1991, lorsqu'elle se trouvait à 3.3 unités astronomiques du Soleil.
La comète s'est de nouveau brisée en 2005. La comète — ou plutôt un des morceaux résultant de cette rupture — est réobservée le 23 août 2019 par Jost Jahn.